# Tát
Tát ist eine ungarische  Stadt im Kreis Esztergom im Komitat Komárom-Esztergom.

## Geografische Lage
Tát liegt 26 Kilometer nordöstlich des Komitatssitzes Tatabánya und 8 Kilometer südwestlich der Kreisstadt Esztergom an einem Nebenarm der Donau, der den Namen Kis-Duna trägt. Nachbargemeinden sind Nyergesújfalu, Mogyorósbánya und Tokod.

## Geschichte
Im Jahr 1913 gab es in der damaligen Kleingemeinde 201 Häuser und 1198 Einwohner auf einer Fläche von 1725 Katastraljochen. Sie gehörte zu dieser Zeit zum Bezirk Esztergom im Komitat Esztergom.

## Städtepartnerschaften
- Buseck, Deutschland
- Molln, Österreich
- Obid, Slowakei
- Căpleni, Rumänien

## Sehenswürdigkeiten
- Csaba-Csordás-Reliefgedenktafel (Csordás Csaba domborműves emléktáblája), erschaffen von Sándor Tóth
- Nepomuki Szent János-Statue
- Römisch-katholische Kirche Mindenszentek, erbaut 1860
- Römisch-katholische Kapelle Szentháromság, erbaut 1818
- Skulptur Ister-pár, erschaffen von Tibor Szervátiusz
- Trianon-Denkmal (Trianoni emlékmű), erschaffen von Tibor Szervátiusz

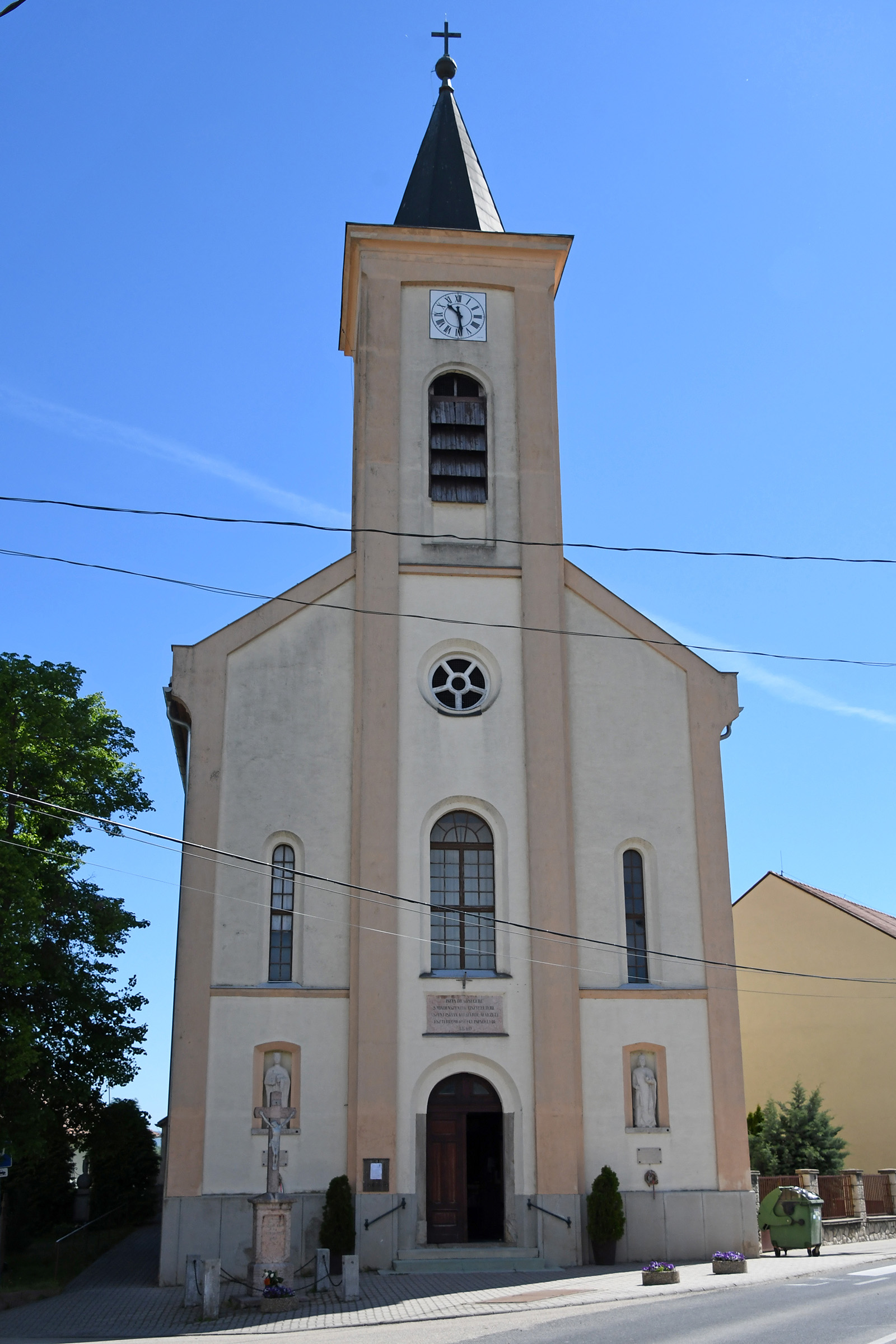
Römisch-katholische Kirche Mindenszentek
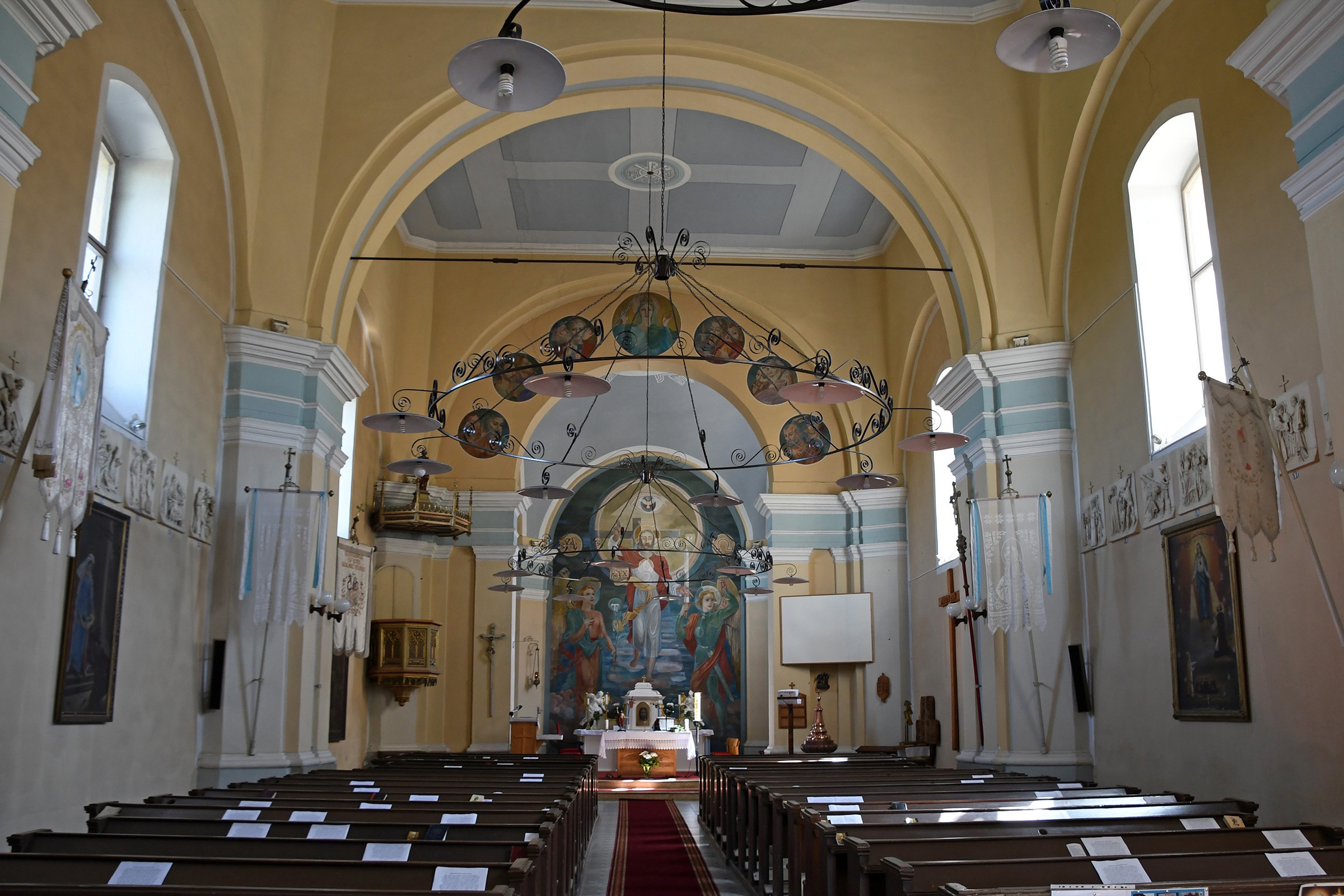
Innenraum der Kirche Mindenszentek
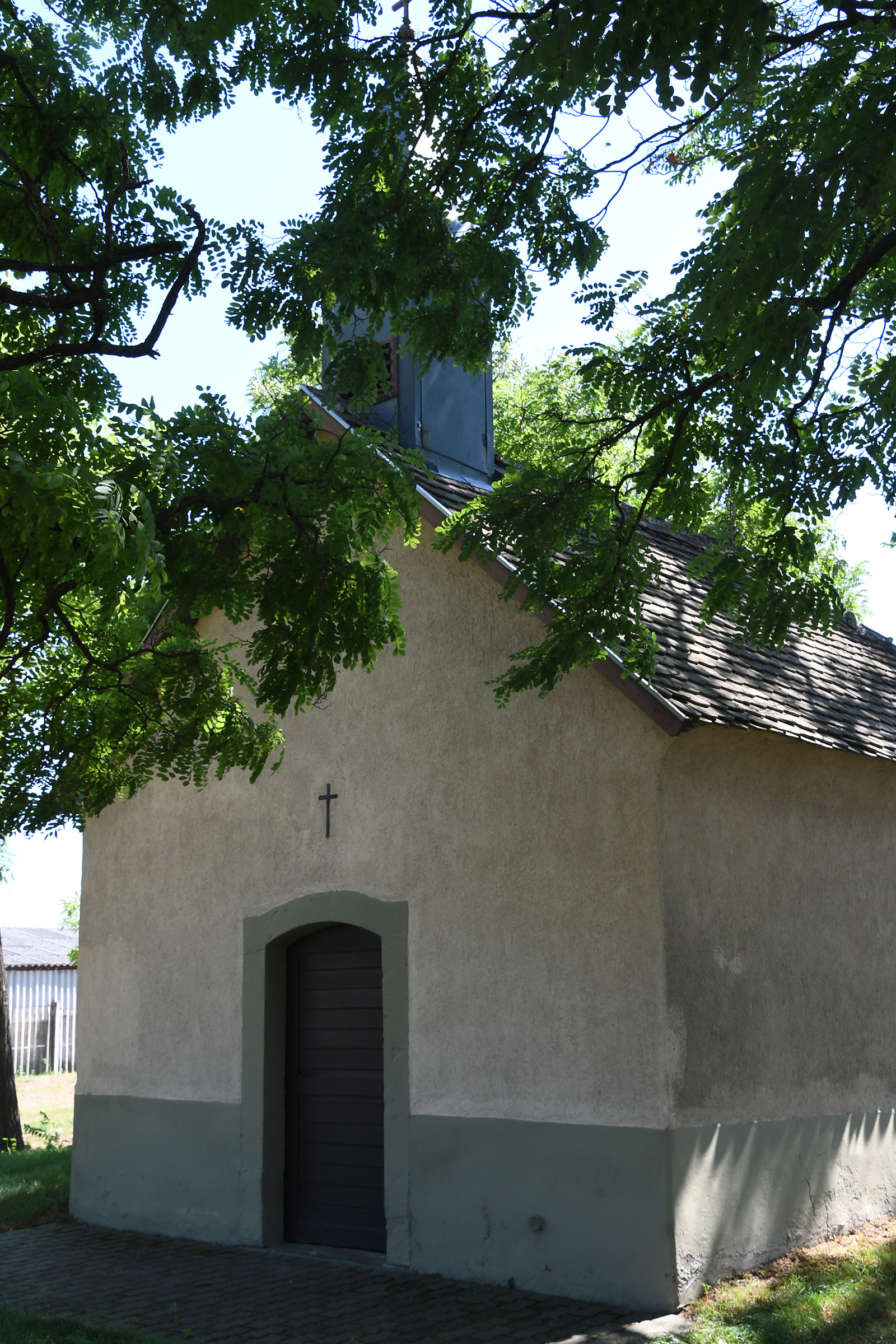
Kapelle Szentháromság
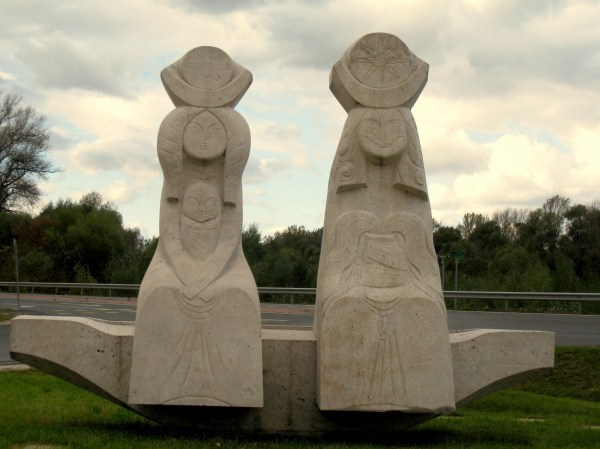
Skulptur Ister-pár

## Verkehr
Durch Tát verläuft die Hauptstraße Nr. 10, auf die die Landstraßen Nr. 1011 und Nr. 1119 münden. Die Stadt ist angebunden an die Eisenbahnstrecke von Esztergom nach Székesfehérvár.